# NGC 4874
NGC 4874 este o type-cd galaxy⁠(d) situată în constelația Părul Berenicei. A fost descoperită în 5 mai 1864 de către Heinrich Louis d'Arrest. Se află la o distanță de 92,04 de megaparseci de Pământ.